# An Hiệp, Châu Thành (Bến Tre)
An Hiệp là một xã thuộc huyện Châu Thành, tỉnh Bến Tre, Việt Nam.

## Địa lý
Xã An Hiệp có vị trí địa lý:
- Phía đông giáp xã Sơn Hòa
- Phía tây giáp thị trấn Tiên Thủy và xã Thành Triệu
- Phía nam giáp huyện Mỏ Cày Bắc với ranh giới là sông Hàm Luông
- Phía bắc giáp xã Tường Đa.

Xã An Hiệp có diện tích 7,28 km², dân số năm 2020 là 6.760 người, mật độ dân số đạt 804 người/km².

## Hành chính
Xã An Hiệp được chia thành 4 ấp: An Bình, An Hòa, Hòa Thanh, Thuận Điền.